# Strong Enough (singel Cher)
Strong Enough – drugi singiel amerykańskiej piosenkarki Cher promujący jej 22 album Believe. Utwór został wydany 19 lutego 1999 roku przez Warner Bros i WEA. Kompozycja i styl muzyczny piosenki silnie nawiązują do muzyki dyskotekowej z lat 70.Utwór spotkał się z pozytywnymi recenzjami ze strony krytyków muzycznych; wielu z nich uważa go za lepszego od pierwszego singla Believe. Singiel odniósł umiarkowany sukces na amerykańskiej liście przebojów Billboard Hot 100, gdzie osiągnął 57 miejsce, jednakże dotarł do 1. miejsca na liście przebojów Hot Dance Club Play. W Europie osiągnął 1. miejsce na Węgrzech oraz uplasował się w pierwszej 10 we Francji, Austrii, Belgii, Finlandii, Włoszech, Islandii, Nowej Zelandii, Wielkiej Brytanii oraz Szwajcarii.